# Cephrenes augiades
Cephrenes augiades är en fjärilsart som beskrevs av Felder 1860. Cephrenes augiades ingår i släktet Cephrenes och familjen tjockhuvuden. Inga underarter finns listade i Catalogue of Life.

## Bildgalleri

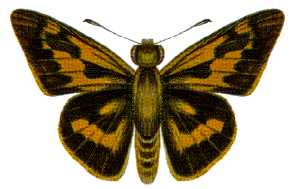
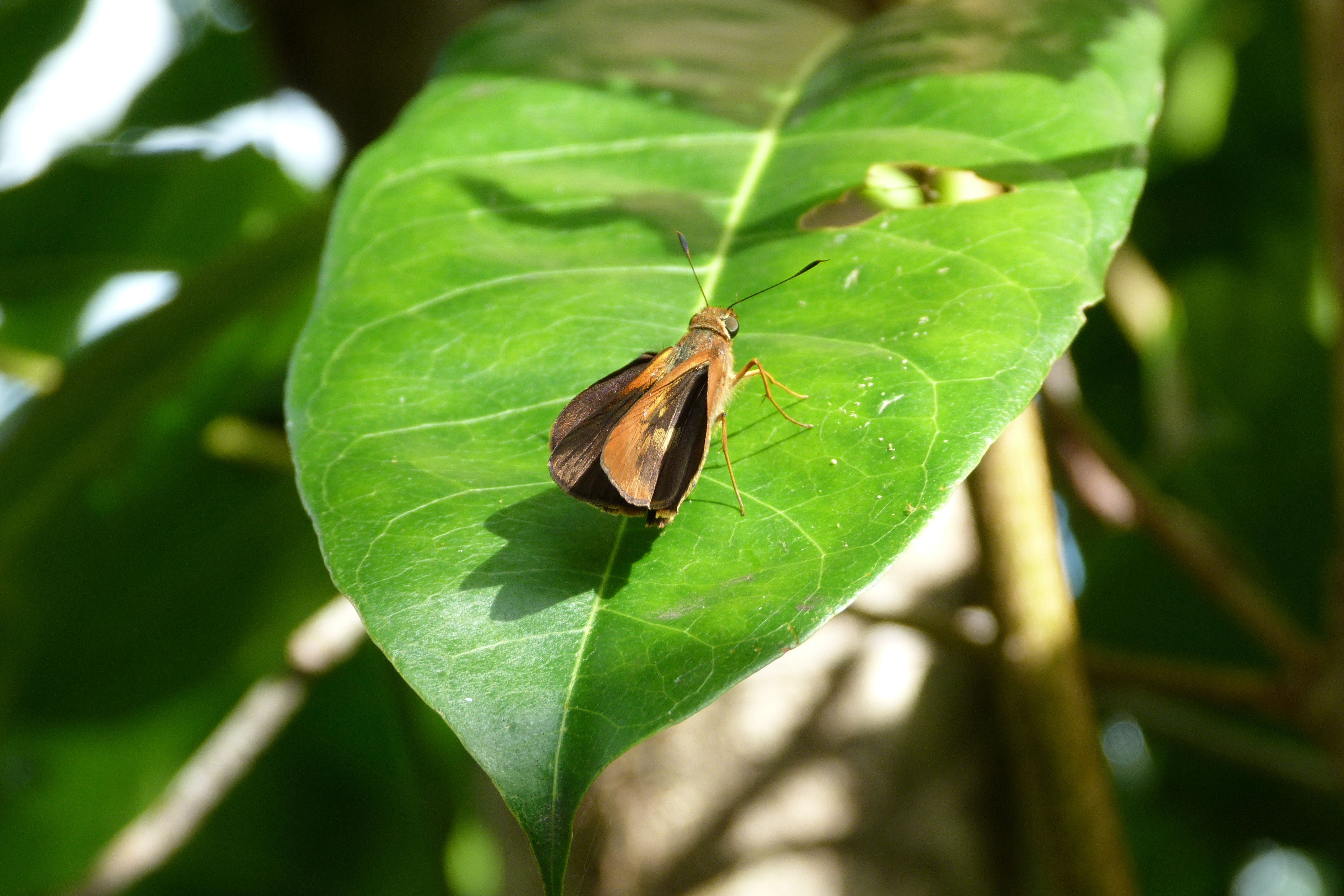